# ستيفن د. سميث
ستيفن د. سميث (بالإنجليزية: Steven D. Smith)‏ هو سياسي أمريكي، ولد في 23 يونيو 1964 في الولايات المتحدة. حزبياً، نشط في الحزب الجمهوري.